# Diocesi di Betzabda
La diocesi di Betzabda (in latino: Dioecesis Bethzabdensis) è una sede soppressa e sede titolare della Chiesa cattolica.

## Storia
Betzabda (oppure Beth Zabdai) corrisponde all'odierna città di Cizre in Turchia, conosciuta in passato anche come Jazirat Ibn 'Umar (occidentalizzato in Gazarta). Fu un'antica sede episcopale della provincia romana della Mesopotamia nella diocesi civile d'Oriente. Faceva parte del patriarcato di Antiochia ed era suffraganea dell'arcidiocesi di Amida. La sede non è tuttavia menzionata nella Notitia antiochena del patriarcato, datata alla seconda metà del VI secolo. 
Nella sua Cronaca della chiesa d'Adibene, Msiha Zkha menziona tre vescovi di Beth Zabdai risalenti al III secolo: Merza, Soubha-liso e Sabtha. Nel 360 è noto il vescovo Teodoro, deportato dai Persiani con buona parte degli abitanti e morto durante il viaggio forzato. Prima di lasciare la città ebbe il tempo di consacrare un vescovo, Dausas, morto martire lo stesso anno. Un altro vescovo di questa località, Maras, è menzionato da Le Quien tra i padri conciliari di Calcedonia; lo stesso sottoscrisse nel 458 la lettera dei vescovi della Mesopotamia all'imperatore Leone dopo la morte di Proterio di Alessandria.
Dopo il 410 Beth Zabdai (o Djeziret) divenne stabilmente una sede nestoriana, suffraganea dell'arcidiocesi di Nisibi. Dal 1553 l'episcopato nestoriano entrò in comunione con la Santa Sede (cfr. Eparchia di Gazireh dei Caldei).
Dal 639 Beth Zabdai divenne sede anche di una eparchia giacobita, suffraganea dell'arcidiocesi di Takrit. Nel 1863 fu eretta una eparchia cattolica (cfr. Eparchia di Gazireh dei Siri).
Dal 1933 Betzabda è annoverata tra le sedi vescovili titolari della Chiesa cattolica; dal 15 gennaio 2015 il vescovo titolare è Basel Salim Yaldo, vescovo ausiliare di Baghdad dei Caldei.

## Cronotassi

### Vescovi
- Merza † (prima metà del II secolo)
- Soubha-liso † (tra il 241 ed il 272)
- Sabtha † (tra il 276 ed il 293)
- Eliodoro o Teodoro † (? - circa 360 deceduto)
- San Dausas † (circa 360 deceduto)
- Maras † (prima del 451 - dopo il 458)

### Vescovi titolari
- Basel Salim Yaldo, dal 15 gennaio 2015[1]